# مستعلقة
المستعلقة (الاسم العلمي: Planctomyces) هي جنس من البكتيريا تتبع الفصيلة المستعلقات من رتبة المستعلقيات.

## أنواع المستعلقة
- مستعلقة بحرية
- مستعلقة بيكفية
- مستعلقة برازيلية
- مستعلقة قطرية الشكل
- مستعلقة سترانسكية